# Diane de Versailles

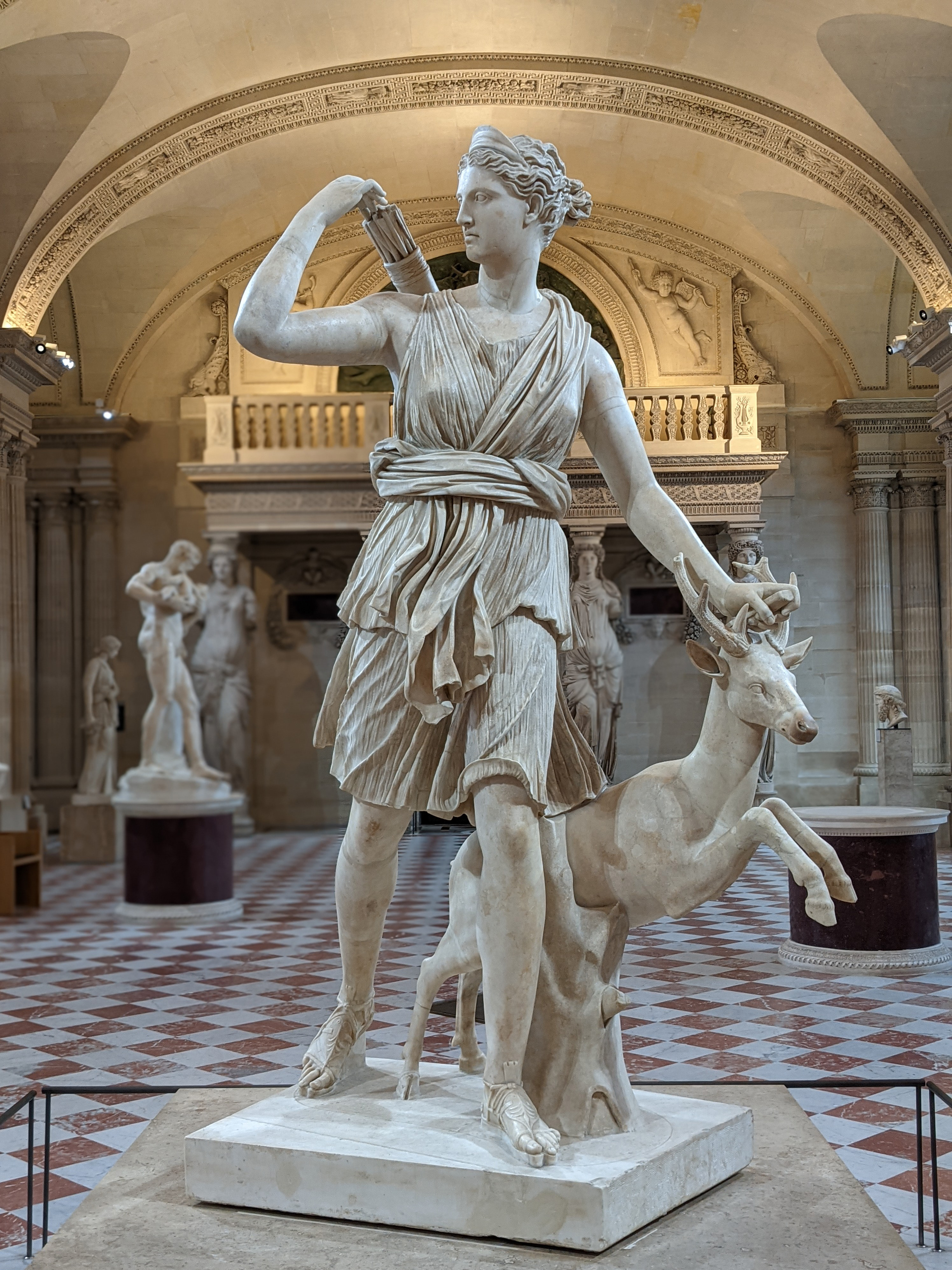
Diane de Versailles.

La Diane de Versailles, dite aussi « Diane chasseresse », est une copie romaine d'époque impériale (IIe siècle) d'un original grec en bronze du IVe siècle av. J.-C., généralement attribué au sculpteur athénien Léocharès. L'œuvre représente la déesse Artémis en marche, la main posée sur les bois d'un petit cerf moderne. L'exemplaire éponyme, qui est aussi le mieux conservé, figure dans les collections du musée du Louvre sous le numéro « Ma 589 ».

## Découverte[2]
Découverte probablement dans la région de Némi, en Italie, la statue du Louvre est donnée en 1556 par le pape Paul IV à Henri II de France. Elle est installée dans le jardin de la reine au château de Fontainebleau et connaît une popularité immédiate. En 1602, à la demande d'Henri IV, Barthélemy Prieur la restaure et lui ajoute un cerf plus petit que nature, transformant ainsi la statue en Diane chasseresse. Le groupe est alors transféré au palais du Louvre dans la salle des Antiques - actuelle salle des Caryatides, où il se trouve toujours - tandis qu'à Fontainebleau, il est remplacé par un tirage en bronze réalisé par Prieur.
Sous le règne de Louis XIV, le groupe déménage de nouveau, cette fois pour la galerie des Glaces du château de Versailles, d'où il tire son nom actuel de « Diane de Versailles ». Enfin, en 1798, la Convention décrète son retour au Louvre. En 1802, il est de nouveau restauré par Bernard Lange.

## Description

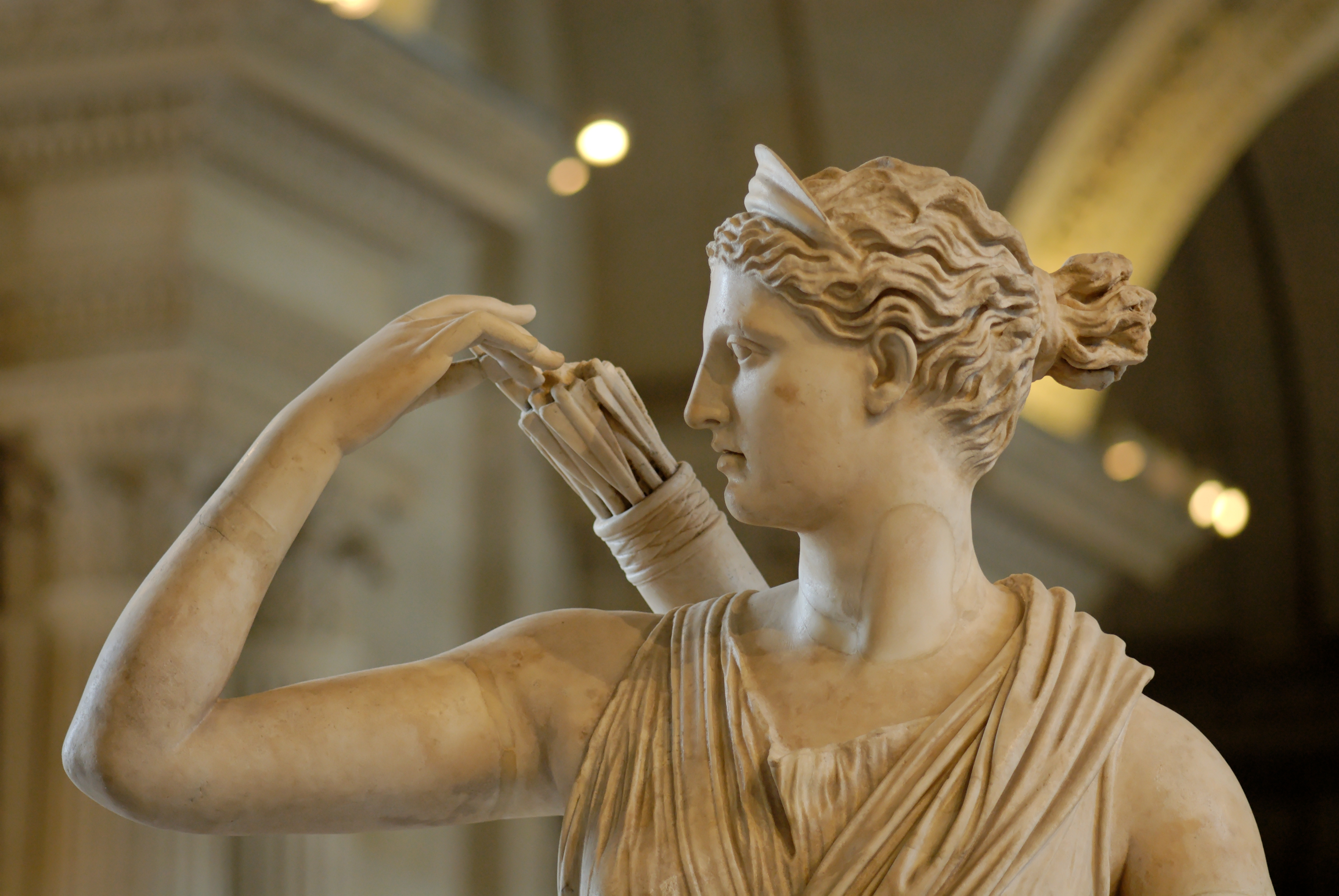
Détail de la tête et du bras droit.

La statue de Versailles, en marbre, représente une Artémis plus grande que nature : elle mesure deux mètres. Saisie en pleine marche, elle avance le pied gauche, seule la pointe du pied droit, qui est rejetée en arrière, touche le sol. Sa main droite saisit une flèche dans son carquois porté en bandoulière sur l'épaule droite. Le bras gauche est largement restauré ; la main gauche tient un arc (fragmentaire) et repose sur les bois d'un cerf (ajout moderne). Ainsi, le mouvement des épaules, orienté vers la droite, est l'inverse de celui des hanches, orientées vers la gauche, dans une composition en « X ». Un tronc d'arbre sert d'étai contre la jambe gauche, ce qui indique que le prototype devait être en bronze.
Artémis est couronnée d'un diadème, sa chevelure ondulée étant nouée à l'arrière de la nuque. Elle porte des sandales, un chiton (tunique) et un himation (manteau) enroulé autour de la taille et passé en bandoulière sur l'épaule gauche, détail que l'on retrouve sur la plupart des statues grecques ou romaines d'Artémis.

## Copies et variantes

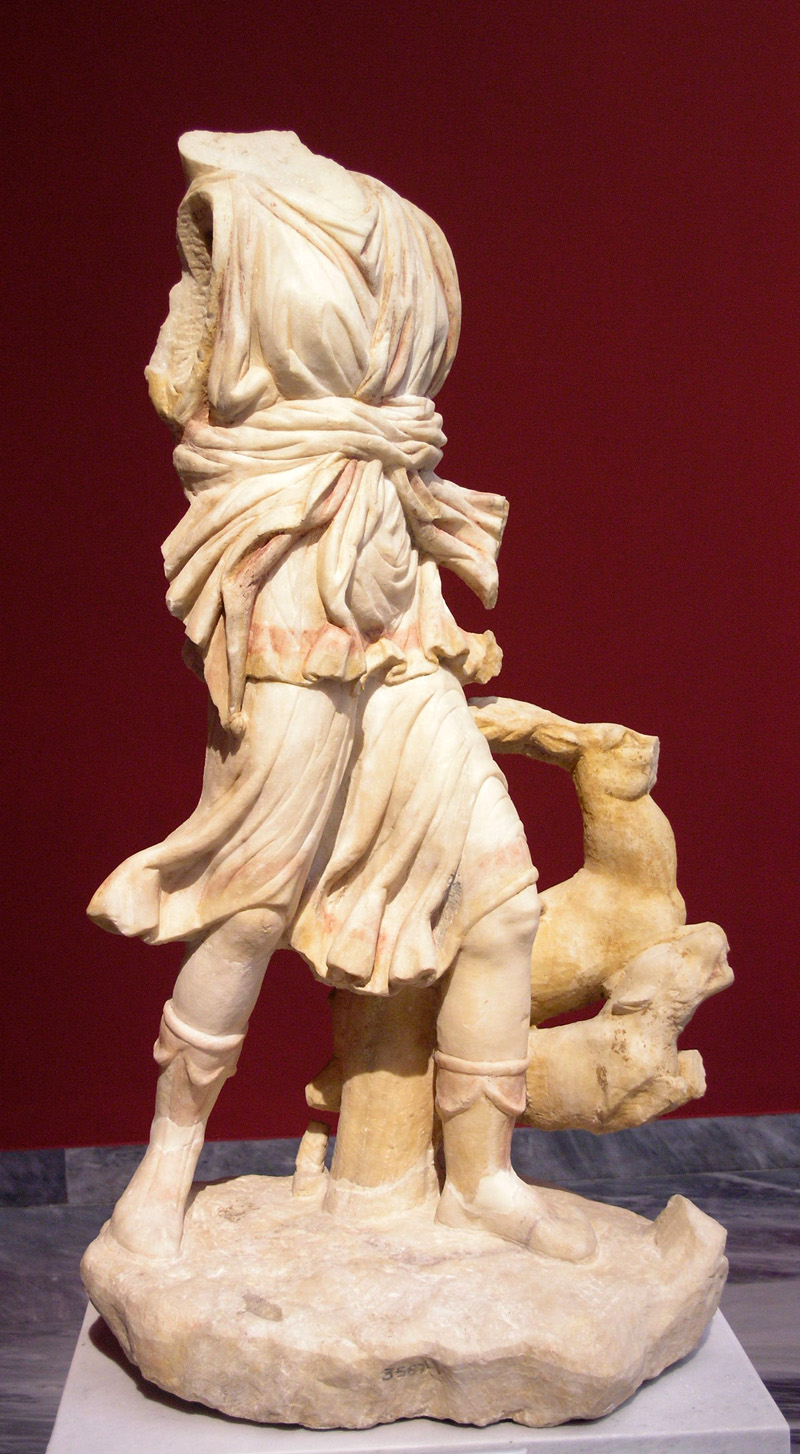
Statue du type de Diane de Versailles, Musée national archéologique d'Athènes, Inv. 3567.

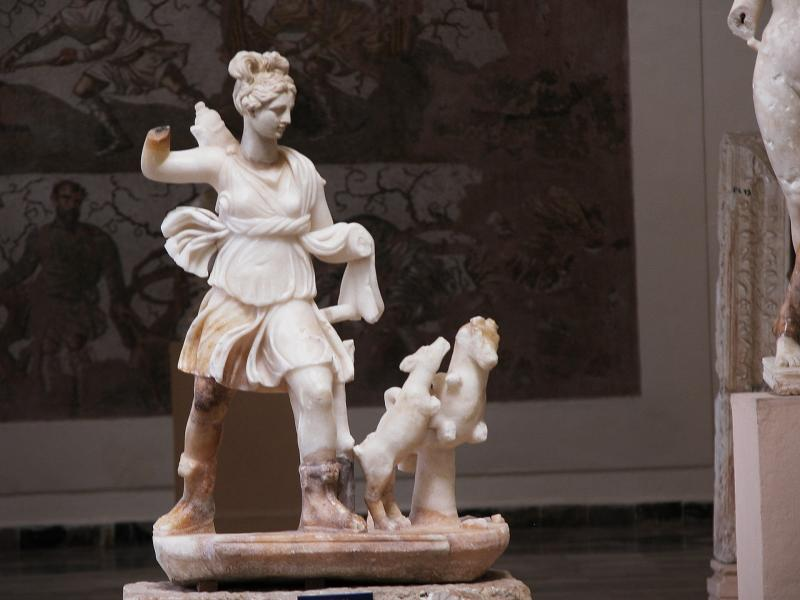
Statue de Diane déesse de la chasse et de la lune, exposée au musée public national de Cherchell.

On connaît de nombreuses copies se rattachant au type de la Diane de Versailles. Un exemplaire relativement bien conservé appartient aux collections du musée national archéologique d'Athènes : la déesse porte non pas des sandales mais des bottes ; sa main droite repose sur un cerf fragmentaire, sous lequel court un chien plus petit. Le chiton porte des traces de polychromie : il était peint en rouge et en jaune.
Le type de Leptis, dont l'exemplaire éponyme est conservé au musée de Tripoli, est très proche de celui de Versailles. L'attitude générale est la même, mais le cerf est remplacé par un chien courant. Plusieurs copies se rattachent à ce type plutôt qu'à celui de Versailles, ce qui explique que l'on parle parfois du « type de Versailles-Leptis Magna ».
À Paris, deux copies du XIXe siècle en marbre se trouvent respectivement dans les jardins du Luxembourg et des Tuileries.
À l'occasion de la restauration de la galerie des Glaces en 2004-2007, un moulage en marbre reconstitué de la Diane a été remis en place.
Une copie se trouvait également exposée sur l'âtre du grand salon du Titanic. Elle fut localisée sur l'épave, mais ne fut pas retrouvée lors des expéditions suivantes, laissant penser qu'elle aurait été dérobée lors des fouilles. Elle est finalement retrouvée lors d'une expédition durant l'été 2024.
Une copie se trouve aussi au musée public national de Cherchell en Algérie.

## Attribution

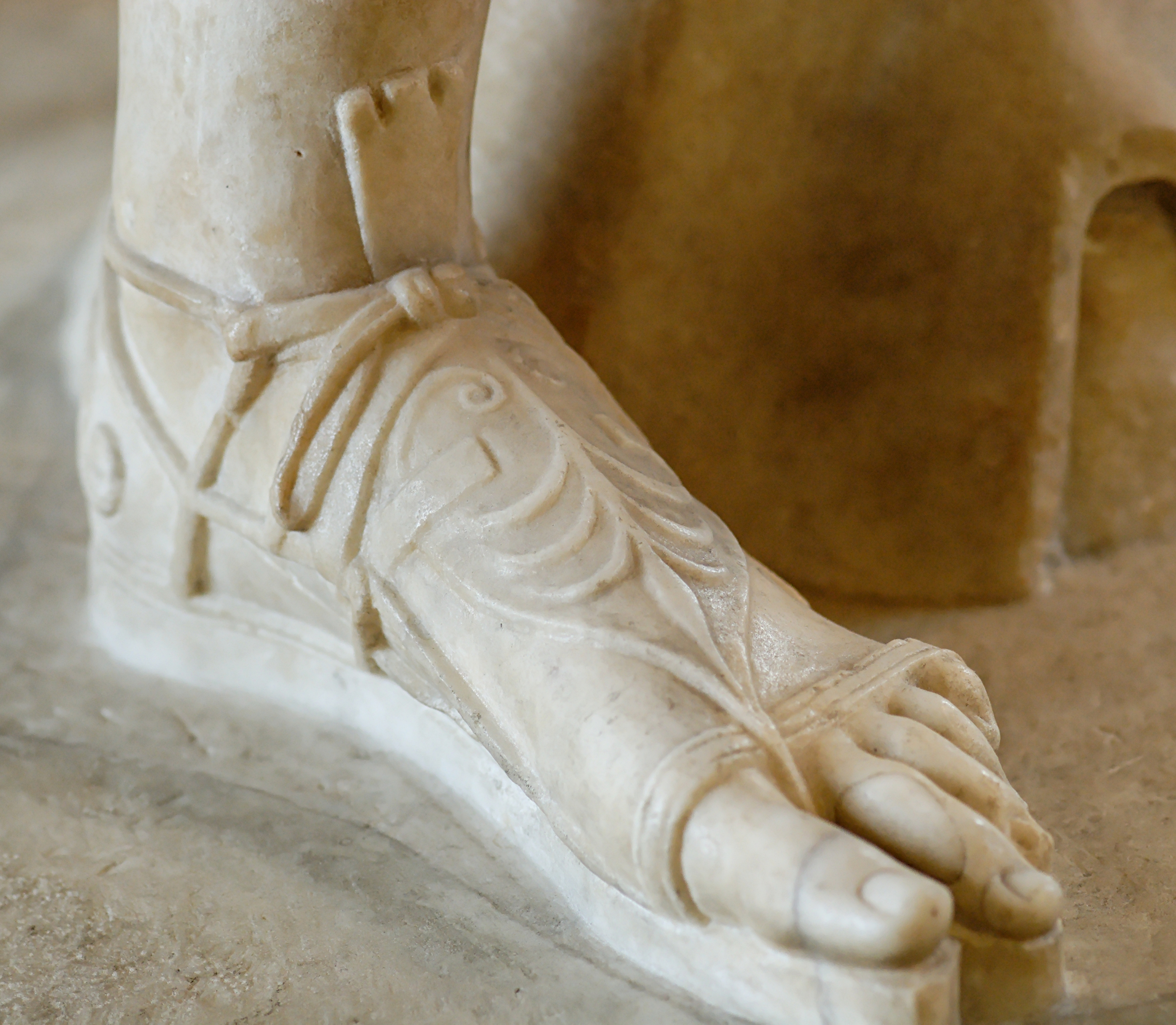
Sandale du pied gauche.

Le prototype a longtemps été attribué à Léocharès sur la base d'une comparaison avec l'Apollon du Belvédère (du musée Pio-Clementino au Vatican), avec lequel l'Artémis partage la représentation en marche et la composition en X. Les styles sont également analogues. Le rapprochement est fait dès le XVIIe siècle ; on a suggéré que les deux statues formaient une paire, représentant par exemple le massacre des Niobides, et ce même si aucun des exemplaires du type de l'Artémis n'a été retrouvé avec un Apollon, de quelque type que ce soit. Cependant, l'attribution de l'Apollon est elle-même sujette à caution. En outre, aucune Artémis marchant n'est mentionnée dans le répertoire de Léocharès.
On a proposé plus récemment d'attribuer l'œuvre à Praxitèle, sur la base du chiton court porté par la déesse : il ne s'agit pas d'un vêtement approprié à la chasse. Ce serait plutôt le κροκωτός / krokôtós, c'est-à-dire la robe couleur safran portée par les « ourses » (desservantes du culte) d'Artémis à Brauron. Le diadème spécifique porté par l'Artémis de Versailles serait également rattaché à ce culte. Or l'on sait par Pausanias que Praxitèle est l'auteur d'une statue d'Artémis Brauronia située sur l'Acropole d'Athènes. Traditionnellement, on la reconnaissait dans la Diane de Gabies, mais l'attribution praxitélienne de cette dernière a été abandonnée. De même que Praxitèle a été le premier à représenter Aphrodite nue (dans l'Aphrodite de Cnide), il aurait été le premier à montrer Artémis avec un vêtement court.
La composition centrifuge, caractéristique du début de l'époque hellénistique, permettrait de dater l'œuvre originale des environs de 330 av. J.-C. Cependant, une étude du dessin des sandales sur les différents exemplaires du type de Versailles-Leptis Magna semble interdire de dater le prototype avant le IIe siècle av. J.-C., voire une date encore plus tardive. Toutefois, les différentes Artémis ne portent pas toutes des sandales, et il s'agit toujours de copies romaines de l'époque impériale. Il est donc difficile de conclure sur cette seule base. Enfin, l'historienne italo-américaine de l'art Brunilde Sismondo Ridgway juge également douteuses les attributions à Léocharès ou à Praxitèle.